# Championnat de la LPGA Hana Bank
Le championnat de la LPGA Hana Bank, officiellement le « LPGA Hana Bank Championship », est un tournoi professionnel de golf féminin du circuit de la LPGA et du circuit sud-coréen. Créé en 2001, la première édition est annulée en raison des attentats du 11 septembre 2001. Le tournoi est sponsorisé par un institut bancaire : Hana Bank.

## Différents noms
- 2001-2005 : « CJ Nine Bridges Classic »
- 2006 : « championnat KOLON-Hana Bank »
- 2007-2009 : « championnat Hana Bank-KOLON »
- 2010 : « championnat de la LPGA Hana Bank »

## Palmarès
| Dates | Vainqueur                                      | Gains totaux ($)                               |
| ----- | ---------------------------------------------- | ---------------------------------------------- |
| 2001  | Annulé en raison des attentats du 11 septembre | Annulé en raison des attentats du 11 septembre |
| 2002  | Se Ri Pak                                      | 1 500 000                                      |
| 2003  | Shi Hyun Ahn                                   | 1 250 000                                      |
| 2004  | Grace Park                                     | 1 350 000                                      |
| 2005  | Jee Young Lee                                  | 1 350 000                                      |
| 2006  | Jin Joo Hong                                   | 1 350 000                                      |
| 2007  | Suzann Pettersen                               | 1 500 000                                      |
| 2008  | Candie Kung                                    | 1 600 000                                      |
| 2009  | Na Yeon Choi                                   | 1 700 000                                      |
| 2010  | Na Yeon Choi                                   | 1 800 000                                      |
| 2011  | Yani Tseng                                     | 1 800 000                                      |
| 2012  | Suzann Pettersen                               | 1 800 000                                      |
| 2013  | Amy Yang                                       | 1 900 000                                      |
| 2014  | Baek Kyu-jung                                  | 2 000 000                                      |
| 2015  | Lexi Thompson                                  | 2 000 000                                      |
| 2016  | Carlota Ciganda                                | 2 000 000                                      |
| 2017  | Ko Jin-young                                   | 2 000 000                                      |